# Flayosc
Flayosc (Flaiosc trong tieng occitan provençal) là một xã, thuộc tỉnh Var trong vùng Provence-Alpes-Côte d’Azur, Pháp. Xã này có diện tích 45,95 km², dân số năm 2006 là 4341 người. Xã này nằm ở khu vực có độ cao trung bình 235 mét trên mực nước biển.